# Sundaente

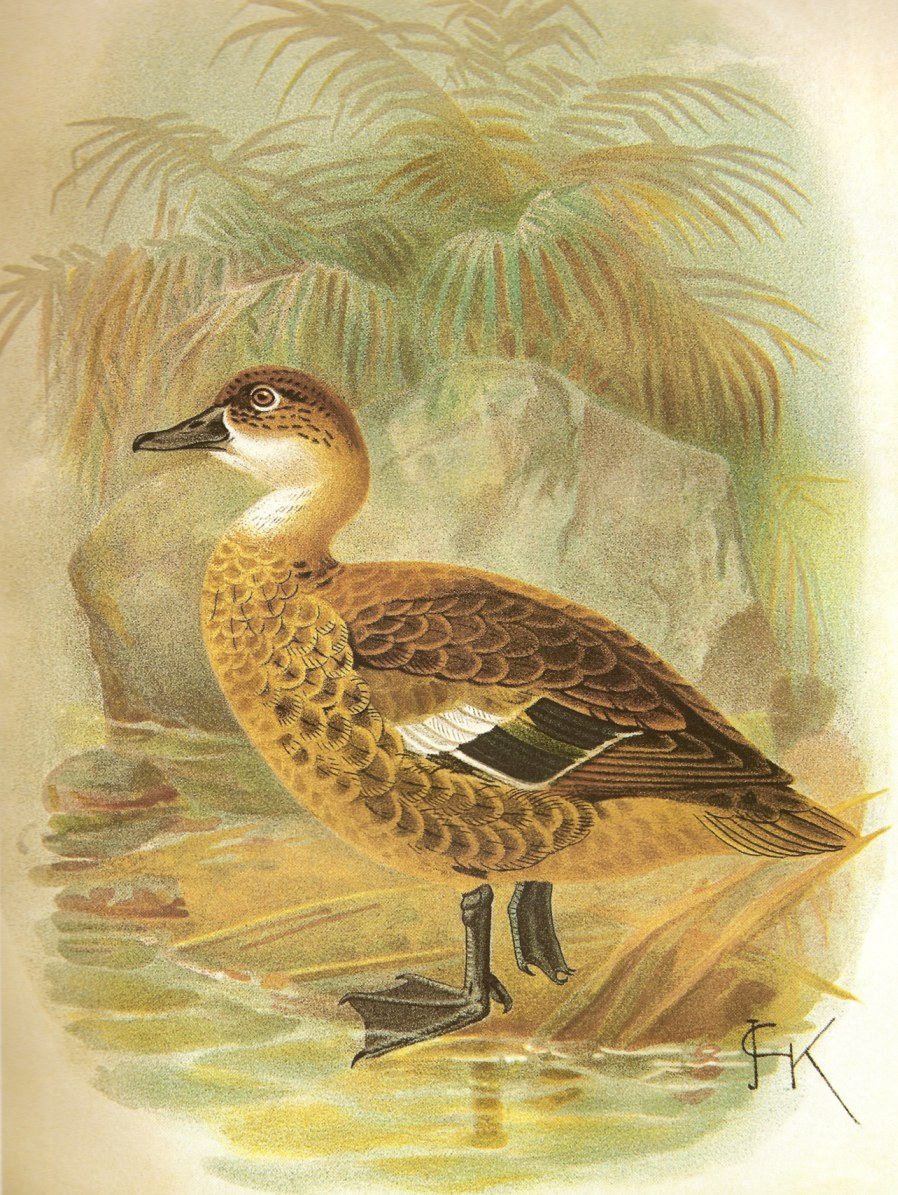
Sundaente, Illustration

Die Sundaente (Anas gibberifrons) oder Sunda-Weißkehlente, auch Indonesische Weißkehlente oder einfach Weißkehlente genannt, ist ein Entenvogel aus der Tribus der Schwimmenten. Sie zählt zur Artengruppe der Weißkehlenten, zu der neben der Sundaente auch die Weißkehlente und die Australente gerechnet werden. Zu den auffälligsten Charakteristika dieser indonesischen Entenart zählt die sehr stark gewölbte Stirn. Die Funktion dieser auffälligen Kopfform ist nicht geklärt. Sie ist auf eine Vergrößerung der vorderen Kopfknochen zurückzuführen.
Die Lebensweise der Sundaente ist bislang nur unzureichend erforscht. Dies ist im Wesentlichen darauf zurückzuführen, dass die Australente als dieser Art sehr ähnlich gilt und sich Forschungsanstrengungen bislang überwiegend auf diese Art beschränkten.

## Erscheinungsbild
Die Sundaente ist aufgrund ihrer Kopfform mit anderen Entenarten nicht zu verwechseln. Im Federkleid weist sie jedoch große Ähnlichkeit zur Australente auf. Die Sundaente ist jedoch insgesamt etwas dunkler und etwas kleiner.
Sundaenten zeigen weder einen saisonalen Dimorphismus noch einen auffälligen Geschlechtsdimorphismus. Bei den Männchen ist die Stirn meist stärker vorgewölbt. Der Flügelspiegel ist schwarz mit einem weißen Rand. Brust-, Flanken- und Schulterfedern sind fast schwarz und tragen einen schmalen hellen Saum. Das Stirngefieder ist buschig aufgewölbt. Bei beiden Geschlechtern glänzt das Gefieder bronzefarben. Die Unterflügel sind schwarz. Der Schnabel ist blaugrau. Die Iris ist rot, kann aber außerhalb der Fortpflanzungszeit auch bräunlich wirken. Jungenten ähneln den adulten Vögeln, jedoch ist bei ihnen die Federzeichnung feiner, so dass sie insgesamt weniger gefleckt und dunkler erscheinen. Der Mauserverlauf ist bei freilebenden Sundaenten bislang nicht hinreichend untersucht. Bei in menschlicher Obhut gehaltenen Enten setzt die Vollmauser nach beendeter Fortpflanzung ein. Die Enten sind zwischen 23 und 28 Tagen flugunfähig. Jungenten erneuern zwischen der zehnten und der 24. Lebenswoche das Klein- und zwischen der 24. und 52. Woche das Gesamtgefieder.
Die Küken sind an der Körperoberseite bräunlich. Die Körperunterseite ist grau. Der Scheitel ist schwarz, Gesicht, Wangen, Kinn und Brust sind braun. Im Gesicht verläuft hinter dem Auge ein dunkler Farbstrich. Außerdem ist ein dunkler Ohrfleck vorhanden. Auf beiden Seiten des Rumpfes befindet sich ein auffälliger heller Fleck.
Sundaenten gelten als verhältnismäßig stille Entenvögel. Allerdings sind ihre Lautäußerungen bislang nicht sehr intensiv untersucht. Das Weibchen zeichnet sich durch ein harsches Quaken aus. Das Männchen gibt gelegentlich Pfeiflaute von sich. Sonagramme dieser Entenart sind bislang nicht verfügbar.

## Verbreitung und Bestand
Das Verbreitungsgebiet überlappt sich stellenweise mit dem der Australente. Da die Sundaente noch nicht hinreichend untersucht ist, ist die genaue Verbreitung unbekannt. Zu den indonesischen Inseln, auf denen die Sundaente vorkommt, zählen Java, Bali, Lombok, Pulau Jawa, Kalimantan, Sulawesi, Sumba, Flores, Timor und Wetar. Sie ist auch schon auf Sumatra beobachtet worden. Es ist aber nicht sicher, ob sie dort zum Brutvogelbestand zählt.
Die Population der Sundaenten wurde für das Jahr 2002 auf 10.000 bis 100.000 Individuen geschätzt.

## Lebensraum und Nahrung
Die Sundaente bewohnt Feuchtgebiete, Teiche und Flüsse. Große Ansammlungen findet man vor allem in Mangrovensümpfen.
Die Ernährungsweise der Sundaente ist bislang unzureichend untersucht. Vermutlich gleicht sie der der Australente. Diese findet ihre Nahrung, indem sie das Wasser oder weichen Uferschlamm durchseiht und in flachem Wasser gründelt. Nur sehr selten taucht sie. Die Nahrung besteht überwiegend aus Wirbellosen.

## Fortpflanzung
Über die Brutbiologie freilebender Sundaenten ist bislang wenig bekannt. Alle Erkenntnisse stammen von in menschlicher Obhut gehaltenen Sundaenten.
Sundaenten brüten am Boden, nehmen in Gefangenschaft aber auch Brutboxen an. Die Eier sind elliptisch, von weißer Farbe und haben eine glatte Schale. Sie messen 49,25 × 35,8 Millimeter. Das Vollgelege besteht aus sechs bis elf Eiern. Im Durchschnitt hat ein Gelege 8,3 Eier. Es brütet allein das Weibchen. Die Brutzeit beträgt 26 bis 28 Tage. Frisch geschlüpfte Küken wiegen durchschnittlich 19,4 Gramm. Sie werden mit einem Lebensalter von sieben bis acht Wochen flügge. Ihre Geschlechtsreife erreichen sie mutmaßlich nach einem Jahr.

## Mensch und Sundaente

### Einfluss des Menschen auf den Bestand der Sundaente
Wie alle anderen Entenvogelarten werden Sundaenten auf den indonesischen Inseln bejagt. Ihr Fleisch wird regelmäßig auf Märkten angeboten. Dazu zählen sogar die Märkte in Jakarta, obwohl die Sundaente nur in einiger Entfernung von Jakarta vorkommt.
Es liegen keine ausreichenden Informationen vor, um den Bedrohungsstatus dieser Entenart hinreichend festzulegen. Ihre Bestandszahlen sind jedoch mit hoher Wahrscheinlichkeit negativ durch eine weitgehende Abholzung, durch Abflammen und andere Faktoren, die ihren Lebensraum verändern, beeinflusst.
Die auf der Salomoneninsel Rennell endemische Unterart Anas gibberifrons remissa wurde seit 1959 nicht mehr nachgewiesen. Eine Ursache des Aussterbens ist vermutlich die Einfuhr von Tilapia-Arten, die mit den Enten um die Nahrungsressourcen konkurrierten.

### Haltung in menschlicher Obhut
Sundaenten haben wie andere Weißkehlentenarten ein eher unscheinbares Gefieder. Sie werden entsprechend selten in Zoos gezeigt oder von Privathaltern gepflegt. Die Art gelangte zwar wiederholt als unbeabsichtigte Importbeigabe nach Europa. Sie blieb jedoch weitgehend unbeachtet und verschwand wieder. Eine nachhaltige Zucht existiert nicht.

## Belege